# Амелькин, Андрей Олегович
Андре́й Оле́гович Аме́лькин (18 апреля 1961, Воронеж — 3 мая 2007, там же) — российский историк, археолог, педагог. Кандидат исторических наук, доцент кафедры зарубежной истории ВГПУ (исторический факультет). Председатель историко-культурного общества имени Е. Болховитинова при ВГПУ. Автор около 200 научных работ.

## Биография
Андрей Олегович Амелькин в 1984 году окончил исторический факультет Воронежского государственного университета.
Работал учителем истории в школах Владимира и Воронежа. После окончания аспирантуры в Москве в 1992 году защитил кандидатскую диссертацию и стал преподавать в Воронежском государственном педагогическом университете.
С 1999 года он являлся бессменным председателем историко-культурного общества имени Е. А. Болховитинова при ВГПУ. В последние годы своей жизни был также заместителем директора по научной работе музея-мемориала Великой Отечественной войны.
С сезона 2000 года принимал участие в подводных археологических исследованиях Фанагории на Таманском полуострове.

## Труды

### Книги
- История. Полный школьный курс для ЕГЭ / А. О. Амелькин. — Москва : Олма Медиа Групп, 2008. — 256 с. : ил.; 21 см. — (Научим быстро и всерьез) (ОЛМАучебник). ISBN 978-5-373-01936-1.
- Всемирная история в лицах для детей / А. О. Амелькин, С. В. Кретинин, А. И. Филюшкин. — Воронеж : Центрально-Чернозёмное книжное издательство, 1996. — 554,[1] с. : ил.; ISBN 5-7458-0615-X (в пер.)
- История создания русского флота / А. О. Омелькин; Воронеж. обл. ин-т повышения квалификации и переподгот. работников образования. — Воронеж, 1997. — 52 с.
- История / А. О. Амелькин, Д. И. Степанов, С. П. Карпачёв. — М.: АСТ, Астрель, 2001. — 256 с. — (Домашняя общеобразовательная библиотека). — 5000 экз. — ISBN 5-17-004454-2, ISBN 5-271-01327-8. (в пер.)
- Амелькин А. О. Дни воинской славы России. — Воронеж: Центр духовного возрождения Чернозёмного края, 2005. — 112 с. — 2000 экз. — ISBN 5-900-270-63-7. (в пер.)
  - Амелькин А. О. Дни воинской славы России / Рецензент: д.и.н. М. Д. Карпачёв. — Изд. 2-е, изменённое и дополненное. — Воронеж: Центр духовного возрождения Чернозёмного края, 2014. — 176 с. — 1000 экз. — ISBN 978-5-91338-101-9. (в пер.)
- Амелькин А. О., Селезнев Ю. В. Куликовская битва в свидетельствах современников и памяти потомков: монография / А. О. Амелькин, Ю. В. Селезнев; Федер. агентство по образованию, Воронеж. гос. пед. ун-т, Воронеж. гос. ун-т. — Воронеж: Научная книга, 2006. — 116 с. — ISBN 5-98222-181-3. (обл.)
- Амелькин А. О. Татарский вопрос в общественном сознании России конца XV - первой половины XVI вв. (по материалам памятников агиографии и фольклора): монография / А. О. Амелькин. — Воронеж: Научная книга, 2008. — 250 с. — 1000 экз.
- Амелькин А. О., Селезнев Ю. В. Куликовская битва в свидетельствах современников и памяти потомков: монография / А. О. Амелькин, Ю. В. Селезнев; Карты: В. Н. Темушев, А. К. Зайцев. Гос. воен.-ист. и природ. музей-зап. «Куликово поле», Воронеж. гос. ун-т, Воронеж. гос. пед. ун-т.. — М.: Квадрига, 2011. — 384, [34] с. — (Исторические исследования). — 1000 экз. — ISBN 978-5-91791-074-1. (в пер.)

- Амелькин А. О. Отражение взаимоотношений Руси со Степью в памятниках русского фольклора. Воронежские народные сказки и предания / Подгот. текстов, сост., вступ. ст. и примеч. А. И. Кретова. - Воронеж, 2004. - 310 с.

### Статьи
- Амелькин А. О. Дивногорская обитель // Русская провинция. Вып. 2. — Воронеж, 1995.
- Амелькин А. О. Древнейший монастырь Воронежского края // Воронежский епархиальный вестник. 1995. № 7-12.
- Амелькин А. О. О ком плачет часовой? // Живая старина. 1996. № 2. С. 29-30.
- Амелькин А. О. О времени возникновения песни об Авдотье Рязаночке // Русский фольклор: Материалы и исследоо вания. СПб., 1996. Т. 29. С. 80—85
- Амелькин А. О. Агиографические сказания как исторический источник // Россия в IX—XX веках. М., 1999. С. 35-38.
- Амелькин А. О. Границы государств в Подонье в последней четверти XIV в. // Восточная Европа в древности и средневековье: Контакты, зоны контактов и контактные зоны. М., 1999. С. 86-90.
- Амелькин А. О. О времени создания и литературной истории цикла Повестей о Николе Заразском // Зарайские мученики — князь Феодор, княгиня Евпраксия и их сын Иоанн. М., 1999. С. 73-100.
- Амелькин А. О. «Сказание о хазарской дани»: Опыт толкования древнейшей политической легенды восточных славян // Ист. записки. Воронеж, 1999. Вып. 4. С. 27-33.
- Амелькин А. О. Успенские церкви города Воронежа // Исторический вестник. Научный журнал. № 2, 1999.
- Амелькин А. О. Некоторые вещественные свидетельства распространения христианства в Южной России в I—IV веках // Исторический вестник. Научный журнал. № 1 (12), 2001.
- Амелькин А. О. Иконописцы Рязанско-Муромской епархии в XVII в. по записным книгам рязанского архиепископа Антония // Уваровские чтения — V. — Муром, 2003.
- Кузнецов В. Д., Латарцев В. Н., Латарцева Е. Е., Амелькин А. О. Подводные исследования в Фанагории в 1999—2002 гг. // Древности Боспора. № 6. — М., 2006.
- Амелькин А. О. Фанагория подводная.
- Амелькин А. О., Селезнев Ю. В. Рецензия на кн.: Ратные поля России. — Воронеж: Центр духовного возрождения Чернозёмного края, 2005. — 376 с. // Вестник ВГУ. Серия: История. Политология. Социология. 2008. № 1.